# Golbārān
Golbārān (persiska: گَباران, گلباران, Gabārān) är en ort i Iran.   Den ligger i provinsen Västazarbaijan, i den nordvästra delen av landet, 600 km väster om huvudstaden Teheran. Golbārān ligger 1 285 meter över havet och antalet invånare är 119.
Terrängen runt Golbārān är platt åt nordost, men åt sydväst är den kuperad. Terrängen runt Golbārān sluttar österut.Runt Golbārān är det ganska tätbefolkat, med 185 invånare per kvadratkilometer. Närmaste större samhälle är Urmia, 12,1 km väster om Golbārān. Trakten runt Golbārān består till största delen av jordbruksmark.